# Коменешть (Олт)
Коменешть, Коменешті (рум. Comănești) — село у повіті Олт в Румунії. Входить до складу комуни Бобічешть.
Село розташоване на відстані 156 км на захід від Бухареста, 18 км на захід від Слатіни, 27 км на північний схід від Крайови.

## Населення
За даними перепису населення 2002 року у селі проживала 181 особа, усі — румуни. Усі жителі села рідною мовою назвали румунську.